# كلية الصحافة والإعلام (جامعة الزرقاء)
كلية الصحافة والإعلام - جامعة الزرقاء تأسست كلية الصحافة والإعلام في جامعة الزرقاء في الفصل الدراسي الأول من عام 2011-2010، وكانت امتدادًا لقسم الصحافة الذي أسس في شهر أيلول من عام 2010، في كلية الآداب الذي بدأ باستقبال الطلبة الجدد اعتبارًا من الفصل الثاني للعام الدراسي 2011-2010، وجاء استحداث الكلية منسجمًا مع حاجة السوق المحلي والعربي للكفاءات الإعلامية المدربة، والمواكبة للمستجدات الفنية والتقنية و العلمية في حقل الاتصال. إن الهدف الغائي من كلية الإعلام هو تخريج إعلاميين مؤهلين للقيام بمختلف أشكال البحث العلمي الإعلامي، لخدمة قضايا المجتمع، والتنمية بمختلف أشكالها. وتضم الكلية حاليا ما يزيد عن (150) طالبًا، بالإضافة إلى عدد آخر من الطلبة يأخذون مساقات إعلام لإشباع نهمهم الفكري. ويبلغ عدد أعضاء هيئة التدريس حاليًا 6 من الرتب الأكاديمية المختلفة،. كذلك تضم الكلية ثلاثة استوديوهات تلفزيونية وإذاعية، حيث يقوم الطلبة بتشغيلها من مذيعين ومقدمين ومنتجين، والعمل جار على إنشاء محطة فضائية للكلية. أما الخطط المستقبلية للكلية فتتضمن عقد مؤتمر سنوي دولي واستضافة المؤتمر الدولي للجمعية العربية الأمريكية لأساتذة الاتصال، وعقد اتفاقيات تعاون في مجالات تدريب الطلبة مع المؤسسات الإعلامية، والسعي لإصدار مجلة علمية محكمة في مجال الصحافة، كما وأن الكلية بصدد إصدار صحيفة ورقية لخدمة المجتمع المحلي بإعداد وإخراج طلبة الكلية